# Нежинцев Євген Савович
Євген Савович Нежинцев (рос. Евгений Саввич Нежинцев; 4 (17) березня 1904, Київ — 9 квітня 1942, Ленінград, нині Санкт-Петербург) — російський поет, перекладач. Друкувався також під криптонімом: «Е. Н.».

## Біографія
Євген Савович Нежинцев народився 4 (17) березня 1904 року в Києві в родині чиновника, що походив із селян. Навчався в Київській гімназії. З п'ятнадцяти років працював: був табельщиком, сторожем, конторщиком, підручним слюсаря. Займався в Робітничо-селянському університеті. 1921 року Євген вступив на електротехнічний факультет Київського індустріального інституту (нині Національний технічний університет України «Київський політехнічний інститут»). Закінчивши його 1927 року, поїхав працювати на Волховську гідроелектростанцію. 1928 року Нежинцева перевели до Ленінграда на посаду інженера Лененерго.
У пресі вперше виступив 1922 року. Починав із заміток робітничого кореспондента на сторінках київської газети «Пролетарська правда». Тоді ж опублікував у цій газеті перший вірш. За життя поета побачило світ дві його збірки віршів. Першу з них — «Яблунева пристань» (рос. «Яблочная пристань») — він 1930 року видав у Києві.
Творча дружба пов'язувала Нежинцева з поетом Миколою Ушаковим. Вони разом працювали над перекладами оповідань Михайла Коцюбинського. Володіючи кількома мовами, поет багато уваги приділяв поетичним перекладам (зокрема, він переклав вірші Тараса Шевченка «Не завидуй багатому» та «Зацвіла в долині»). Вірші Нежинцева про людей праці, його лірика з'являлися в періодичних виданнях Москви й Ленінграда. З останнім містом літературна діяльність Євгена Савовича була пов'язана близько 14 років. Виступав він також у пресі як критик і рецензент.
У червні 1941 року, з початком німецько-радянської війни, Нежинцев добровольцем вступив до загону народного ополчення, але важка хвороба перешкодила йому взяти участь у боях. Від листопада 1941 року поет перебував у лікарні. Тут він завершив роботу над перекладом повісті Івана Франка «Основи суспільності».
Нежинцев помер у блокадному Ленінграді 9 квітня 1942 року.
Найповніше творчість поета представлено в посмертній збірці «Березовий гай» (рос. «Березовая роща»), виданій 1976 року в Ленінграді.